# Gwiezdne wojny: część IV – Nowa nadzieja

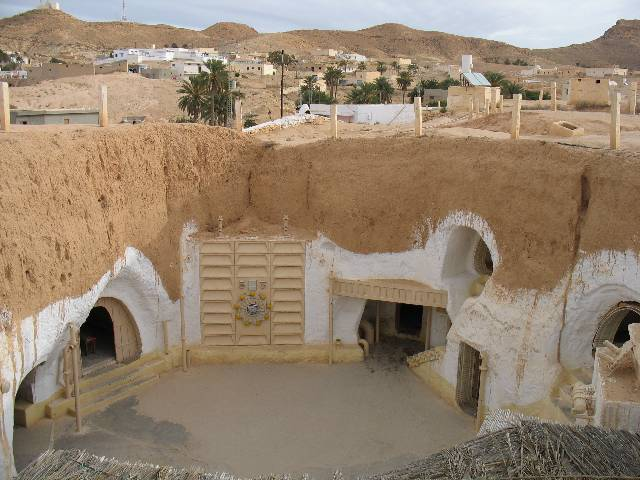
Podziemny budynek w Matmata w Tunezji, służył do filmowania domu Luke'a.

Gwiezdne wojny, część IV: Nowa nadzieja (ang. Star Wars: Episode IV – A New Hope; pierwotnie pod nazwą Star Wars) – amerykańska filmowa opera kosmiczna z 1977 roku w reżyserii i według scenariusza George’a Lucasa, chronologicznie czwarty (w kolejności powstawania – pierwszy) film z kinowego uniwersum Gwiezdne wojny. Film opowiada o młodym Luke’u Skywalkerze (Mark Hamill), który – podobnie jak ojciec – chce zostać rycerzem Jedi.
Nowa nadzieja została dobrze przyjęta przez krytyków (w serwisie Rotten Tomatoes film uzyskał 93% pozytywnych recenzji). W 1989 roku film został jednym z pierwszych 25 filmów wprowadzonych do Narodowego Rejestru Filmowego jako „film znaczący kulturowo, historycznie lub estetycznie” i od tego czasu jest przechowywany w Bibliotece Kongresu.

## Fabuła

### Tło fabularne
Akcja Nowej nadziei toczy się dziewiętnaście lat po upadku Republiki i powstaniu Imperium oraz walce między Anakinem (obecnie Lordem Vaderem), a Obi-Wanem (obecnie Benem Kenobim), czyli w roku 0 BBY / ABY. Po upadku Republiki (czas zwany Wielką Czystką – okres pomiędzy Zemstą Sithów a Nową nadzieją) Lord Vader zabił większość rycerzy Jedi w galaktyce. W wykonywaniu tego planu wspomagali go szturmowcy.
Imperium sprawuje najwyższą władzę w galaktyce. Organizacją usiłującą je obalić jest Sojusz Rebeliantów, dowodzony przez Mon Mothmę. Jak dotąd ponoszący porażki rebelianci, odnieśli pierwsze zwycięstwo i wykradli Imperium plany wielkiej bojowej stacji kosmicznej – Gwiazdy Śmierci, zdolnej do niszczenia całych planet. Darth Vader ruszył w pościg za statkiem rebeliantów.

### Akcja filmu
Darth Vader wraz ze szturmowcami wdziera się na pokład statku i porywa księżniczkę Leię, która wcześniej przekazuje plany dwóm droidom – R2-D2 i C-3PO. Roboty uciekają za pomocą kapsuły na pustynną planetę Tatooine. Szturmowcy uważają, że była to awaria i nie strzelają do niej. Gdy roboty lądują na niej, okazuje się, że zostali porwani przez Jawów.
Na Tatooine, młody farmer – Luke Skywalker wybiera się wraz z wujem Owenem Larsem na wyprzedaż, gdzie dokonuje zakupu R2-D2 i C-3PO. Podczas jednej z napraw R2-D2, okazuje się, że robot zawiera w sobie wiadomość od księżniczki, w której prosi ona niejakiego Obi-Wana Kenobiego o pomoc. Skywalker postanawia go odnaleźć, lecz wuj mu nie pozwala ryzykować. W pewnym momencie okazuje się, że R2-D2 uciekł. Luke i C-3PO ruszają jego tropem, lecz gdy go znajdują, niespodziewanie zostają zaatakowani przez Ludzi Pustyni. Z sytuacji wybawia ich Ben Kenobi – w rzeczywistości Obi-Wan Kenobi, legendarny rycerz Jedi –  zabiera chłopaka i droidy do swojego domu. Podczas rozmowy starzec mówi Luke’owi, że jego ojciec był wielkim Jedi, lecz został pokonany przez Lorda Vadera – byłego ucznia Obi-Wana. Przekazuje mu także miecz świetlny i wyjawia, że istnieje Moc – pole energii spajające cały wszechświat. Kenobi proponuje chłopakowi udział w wyprawie, jednak ten uznaje, że jest potrzebny do pracy w domu. Gdy wraca, zastaje zniszczoną farmę i dom oraz spalone ciała wujostwa, zabitych przez szturmowców. Chłopak uznaje, że nic go już nie trzyma na farmie.
Ben, Luke i droidy udają się do kantyny w Mos Eisley w poszukiwaniu pilota. Po krótkiej zaczepce, w wyniku której Kenobi odcina pewnemu kosmicie rękę mieczem świetlnym, odnajdują przemytników – Hana Solo oraz jego kompana, Wookieego imieniem Chewbacca. Proponują im wysokie wynagrodzenie za przewóz. Han jest w sporze z potężnym Huttyjskim gangsterem Jabbą, któremu jest winny sporą sumę kredytów galaktycznych, przez co ten jest gotów wiele zapłacić za jego życie. Tuż po wyjściu Luke’a i Bena zabija łowcę nagród – rodianina Greedo, który chce zdobyć nagrodę za pozbycie się Solo. Według planu Luke, Han, Ben i Chewbacca lecą na Alderaan. Podczas podróży Ben uczy Skywalkera posługiwania się Mocą oraz sztuki Jedi.
W międzyczasie na Gwieździe Śmierci księżniczka jest torturowana przez Dartha Vadera, który bezskutecznie usiłuje wyciągnąć z niej informacje na temat położenia tajnej bazy rebeliantów. Ponieważ tortury nie dają rezultatów, wielki moff Wilhuff Tarkin szantażuje Leię groźbą użycia mocy Gwiazdy Śmierci na jej rodzimej planecie, Alderaanie. Leia kłamie, że baza znajduje się na Dantooine, nie powstrzymuje to Tarkina przed zniszczeniem Alderaanu. W tym samym momencie Kenobi mówi, iż odczuł zaburzenie w Mocy, „coś, jakby ból miliardów istot”. Gdy docierają na miejsce, okazuje się, że planeta została zniszczona. Wkrótce Gwiazda Śmierci wciąga ich do swojego wnętrza za pomocą promieni ściągających i blokuje wyjście polem ochronnym.
Luke, Han i Chewbacca postanawiają uwolnić Leię, a droidy w obawie o swoje bezpieczeństwo przemieszczają się po stacji. Ben natomiast idzie wyłączyć pole ochronne, by ich statek – Sokół Millennium mógł odlecieć. Wyłącza pole i natrafia na Lorda Vadera, z którym wdaje się w pojedynek na miecze świetlne. Solo, Skywalker i Wookiee, podszywając się pod szturmowców, odnajdują księżniczkę. Razem trafiają do zsypu na śmieci, gdzie mają zostać zgnieceni. W samą porę ratuje ich R2-D2, który wyłącza zgniatacze śmieci. Następnie natykają się na walczących ze sobą Bena i Vadera. Kenobi również ich zauważa i z rozmysłem opuszcza miecz, a gdy Sith zadaje cios, ciało Jedi znika. Czwórka bohaterów odlatuje do bazy rebeliantów, lecz jest śledzona i Gwiazda Śmierci przylatuje, by ją zniszczyć.
Na szczęście dzięki planom rebelianci mogą się obronić – grupa pilotów (w tym Luke) w myśliwcach X-wing ma wykorzystać słaby punkt Gwiazdy Śmierci – niewielki szyb wentylacyjny. Przed odlotem Skywalker kłóci się z Hanem, który, dostawszy pieniądze, nie chce ryzykować życia.
Rozpoczyna się bitwa o Yavin, w której biorą udział trzy eskadry Rebelii i myśliwce Imperium, gdyż lasery Gwiazdy nie są w stanie trafić w małe maszyny rebelii. W pewnej chwili do walki przyłącza się Darth Vader, będący świetnym pilotem. Po długiej, zaciętej bitwie Luke zostaje jednym z trzech żywych pilotów (obok Biggsa Darklightera i Wedge Antillesa). Przed śmiercią ocala ich zreflektowany Han Solo, który niszczy myśliwce Imperium. Luke słyszy głos Bena, który każe mu użyć Mocy i oczyścić umysł przy oddawaniu strzału. Skywalker tak też robi i oddaje celny strzał niszcząc stację kosmiczną z Tarkinem na pokładzie. Lord Vader ucieka, a Luke i Han zostają bohaterami Rebelii.

## Obsada
| Postać                      | Aktor                                   | Polski dubbing   |
| --------------------------- | --------------------------------------- | ---------------- |
| Luke Skywalker              | Mark Hamill                             | Kacper Kuszewski |
| Han Solo                    | Harrison Ford                           | Piotr Polak      |
| Leia Organa                 | Carrie Fisher                           | Monika Pikuła    |
| Obi-Wan Kenobi              | Alec Guinness                           | Miłogost Reczek  |
| Wilhuff Tarkin              | Peter Cushing                           | Stefan Knothe    |
| Darth Vader                 | David Prowse                            | Grzegorz Pawlak  |
| Darth Vader                 | James Earl Jones (głos)                 | Grzegorz Pawlak  |
| C-3PO                       | Anthony Daniels                         | Grzegorz Wons    |
| R2-D2                       | Kenny Baker                             | –                |
| Chewbacca                   | Peter Mayhew                            | –                |
| Owen Lars                   | Phil Brown                              | –                |
| generał Jan Dodonna         | Alex McCrindle                          | –                |
| Wedge Antilles              | Denis Lawson                            | –                |
| Biggs Darklighter           | Garrick Hagon                           | –                |
| Garven Dreis                | Drewe Henley                            | –                |
| Jon Dutch Vander            | Angus Maclnnes                          | –                |
| Beru Lars                   | Shelagh Fraser                          | –                |
| generał Conan Antonio Motti | Richard LeParmentier                    | –                |
| generał Cassio Tagge        | Don Henderson                           | –                |
| Greedo                      | Paul Blake                              | –                |
| Greedo                      | Maria de Aragon                         | –                |
| Greedo                      | Larry Ward (głos)                       | –                |
| Jabba the Hutt              | Declan Mulholland (sceny usunięte)      | –                |
| Jabba the Hutt              | Scott Schumann (głos, Edycja specjalna) | –                |
| narrator                    | –                                       | Piotr Borowiec   |

Zdjęcia głównych aktorów
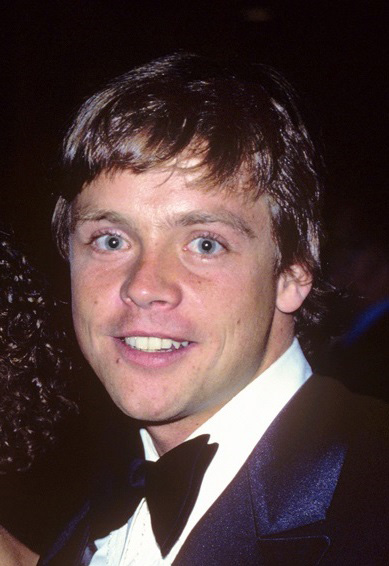
Mark Hamill (1978)
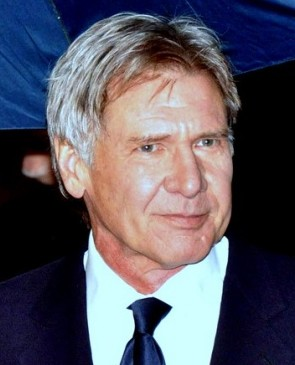
Harrison Ford (2010)
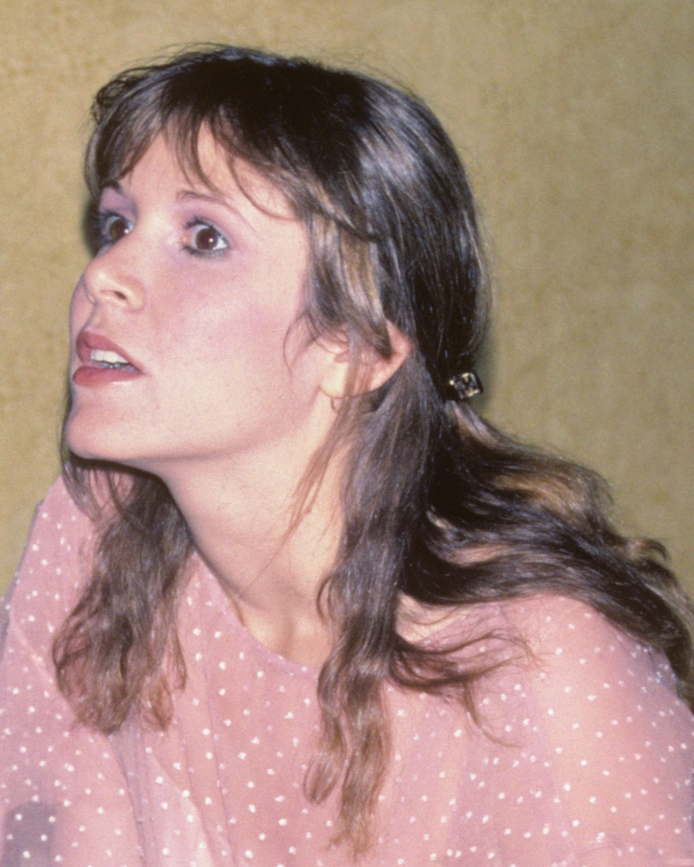
Carrie Fisher (1978)
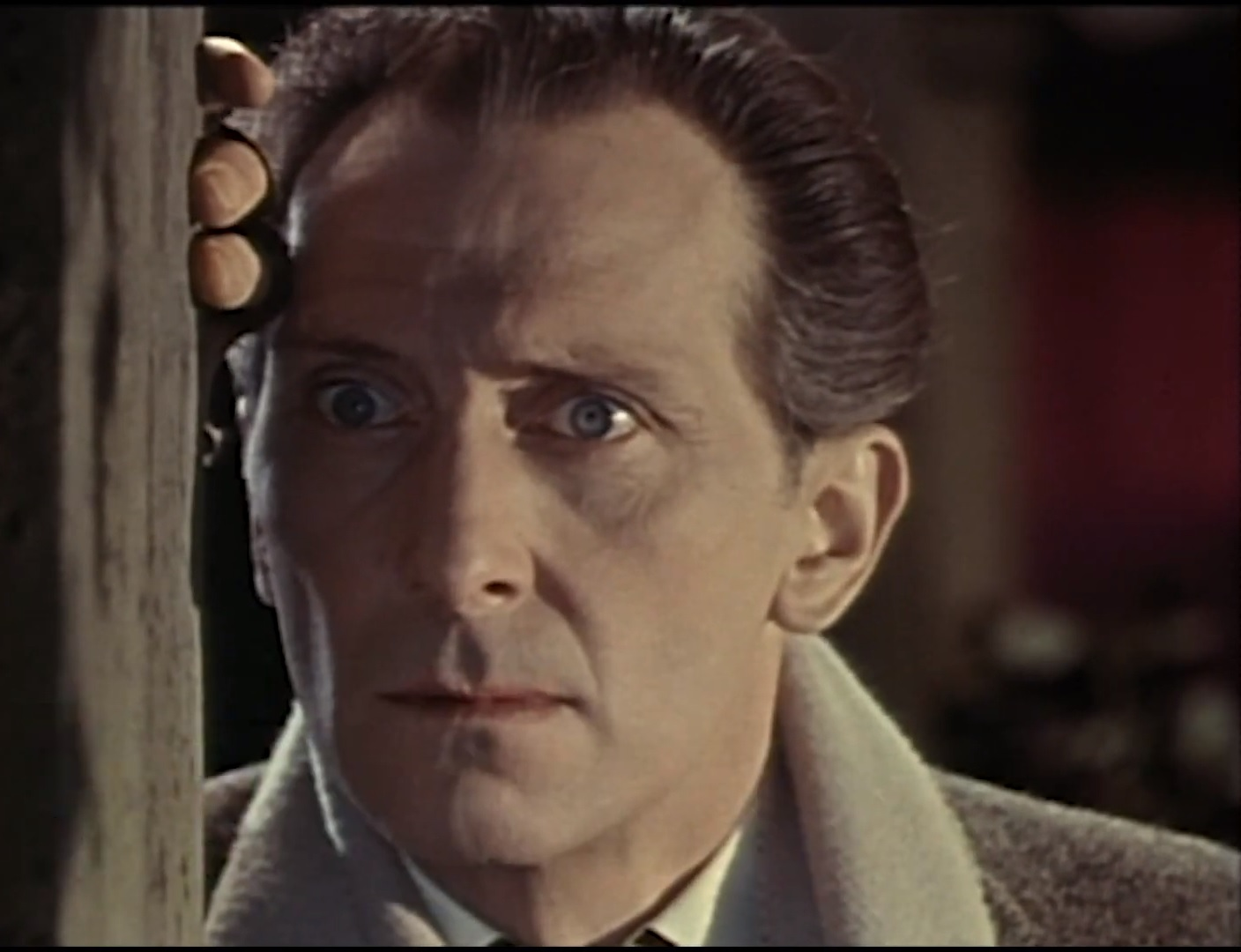
Peter Cushing (1960)
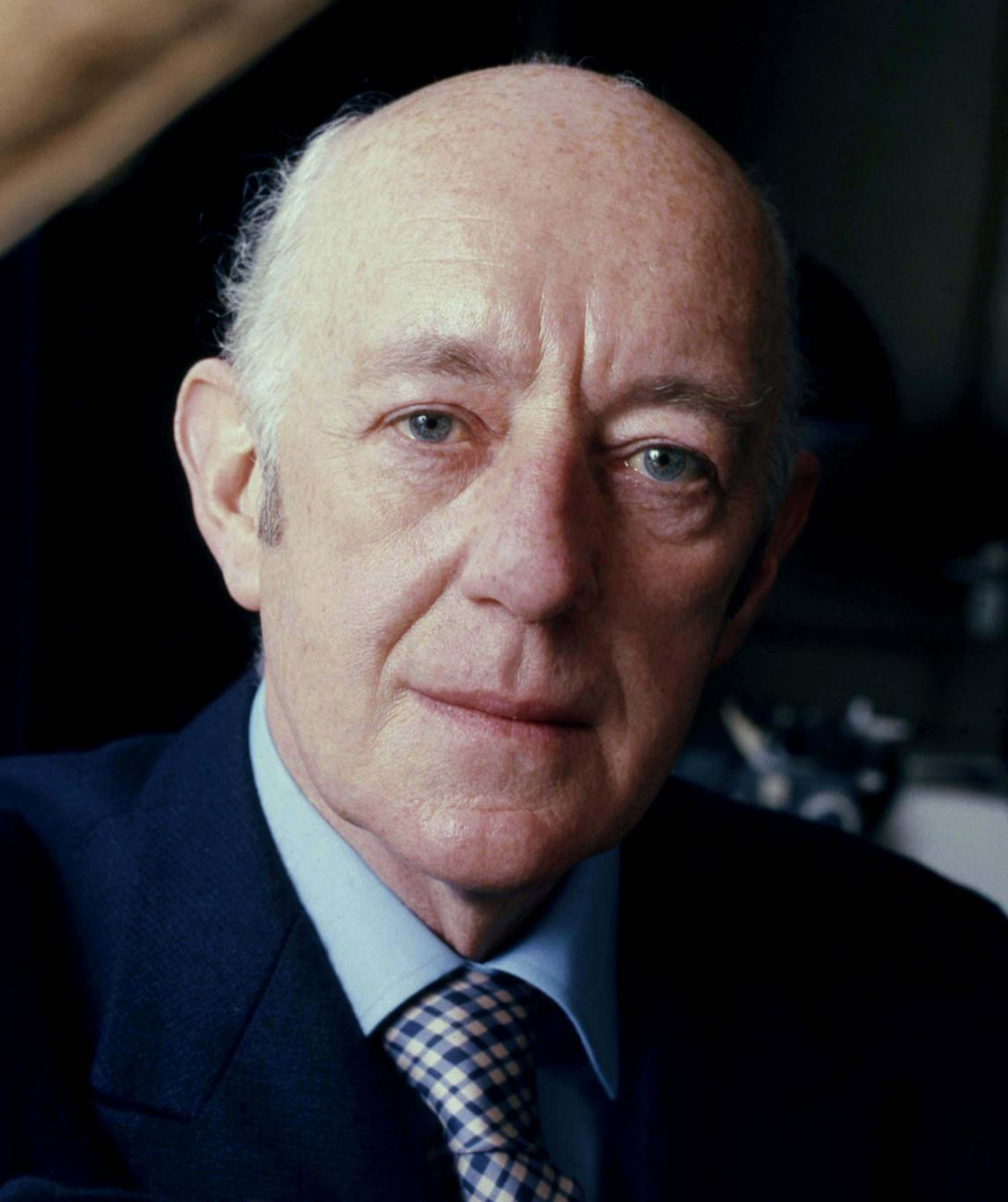
Alec Guinness (1973)
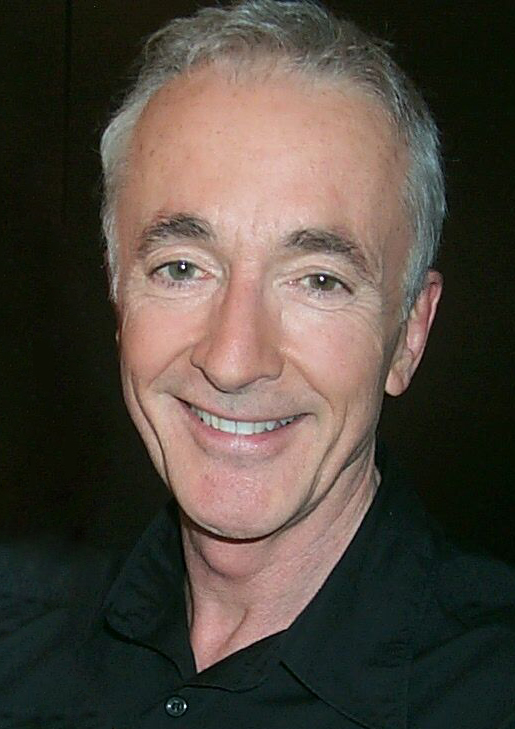
Anthony Daniels (2005)

## Edycja z 1997 roku
W 1997 roku wydano edycję specjalną filmu, w której wprowadzono wiele zmian względem oryginału z 1977 roku – m.in.:
- dodano ujęcia szturmowców Imperium jeżdżących na dewbackach na Tatooine,
- dodano scenę rozmowy Hana Solo z Jabbą przy Sokole Millenium w Mos Eisley,
- zmieniono konfrontację Hana z Greedo w kantynie w Mos Eisley – w tej edycji Greedo strzelił w kierunku Hana, pudłując, zanim został przez niego zabity, co jednak spotkało się z dezaprobatą ze strony wielu fanów Gwiezdnych wojen,
- do sceny zniszczenia Alderaanu przez Gwiazdę Śmierci dodano pierścień eksplozji,
- dodano scenę rozmowy Luke’a z Biggsem Darklighterem na Yavinie IV,
- dodano pierścień eksplozji w scenie zniszczenia Gwiazdy Śmierci,
- część ujęć przerobiono z dodaniem CGI.

## Nagrody
Film zdobył sześć Oscarów w następujących kategoriach: najlepsza muzyka, najlepszy montaż, najlepsze kostiumy, najlepsza scenografia, najlepszy dźwięk i najlepsze efekty specjalne. Otrzymał również nagrodę specjalną za efekty dźwiękowe. Był ponadto nominowany w kategoriach najlepszy film, najlepsza reżyseria, najlepszy scenariusz oryginalny i najlepszy aktor drugoplanowy (Alec Guinness).
Film otrzymał też m.in. nagrodę Hugo w kategorii najlepsza prezentacja dramatyczna w 1978 roku.